# Stenogaster macilenta
Stenogaster macilenta är en getingart som beskrevs av Vecht 1975. Stenogaster macilenta ingår i släktet Stenogaster och familjen getingar. Inga underarter finns listade i Catalogue of Life.